# Erika Takao
Erika Takao (jap. 高雄恵利加 Takao Erika; ur. 12 października 1987 w Chiba) – japońska tenisistka, reprezentantka kraju w Pucharze Federacji.
Zadebiutowała w maju 2003 roku w turnieju ITF w Gunma, otrzymawszy od organizatorów dziką kartę od razu do turnieju głównego, w którym odpadła jednak w pierwszej rundzie. Pierwsze finał w rozgrywkach tej rangi zanotowała podczas turnieju w Tokio w październiku 2004 roku. W maju 2006 roku wygrała swój pierwszy turniej w grze pojedynczej, w Gifu, pokonując w finale Aiko Nakamurę. W sumie wygrała cztery turnieje w grze pojedynczej i dwa w grze podwójnej rangi ITF.
Próbowała swych sił także w rozgrywkach cyklu WTA Tour, ale jej udział często kończył się na etapie kwalifikacji. Brała także kilkakrotnie udział w kwalifikacjach do turniejów wielkoszlemowych, ale nigdy nie udało jej się zagrać w turnieju głównym.
W 2007 roku reprezentowała swój kraj w rozgrywkach Pucharu Federacji w grze pojedynczej, w których pokonała Angelique Kerber.

## Wygrane turnieje rangi ITF
| turnieje z pulą nagród 100 000 $ |
| turnieje z pulą nagród 75 000 $  |
| turnieje z pulą nagród 50 000 $  |
| turnieje z pulą nagród 25 000 $  |
| turnieje z pulą nagród 15 000 $  |
| turnieje z pulą nagród 10 000 $  |

### Gra pojedyncza
|    | Data       | Turniej  | ($)    | Naw.     | Finalistka      | Wynik         |
| 1. | 07/05/2006 | Gifu     | 50 000 | dywanowa | Aiko Nakamura   | 6:1, 5:7, 6:1 |
| 2. | 09/07/2006 | Nagoja   | 25 000 | twarda   | Shiho Hisamatsu | 4:6, 6:2, 6:0 |
| 3. | 16/07/2006 | Miyazaki | 25 000 | dywanowa | Tomoko Yonemura | 7:5, 6:3      |
| 4. | 25/05/2008 | Nagano   | 25 000 | dywanowa | Lee Jin-a       | 6:4, 6:1      |